# Omphalodes luciliae
Omphalodes luciliae är en strävbladig växtart. Omphalodes luciliae ingår i släktet lammtungor, och familjen strävbladiga växter.

## Underarter
Arten delas in i följande underarter:
- O. l. cilicica
- O. l. kurdica
- O. l. luciliae
- O. l. pisidica
- O. l. scopulorum

## Bildgalleri

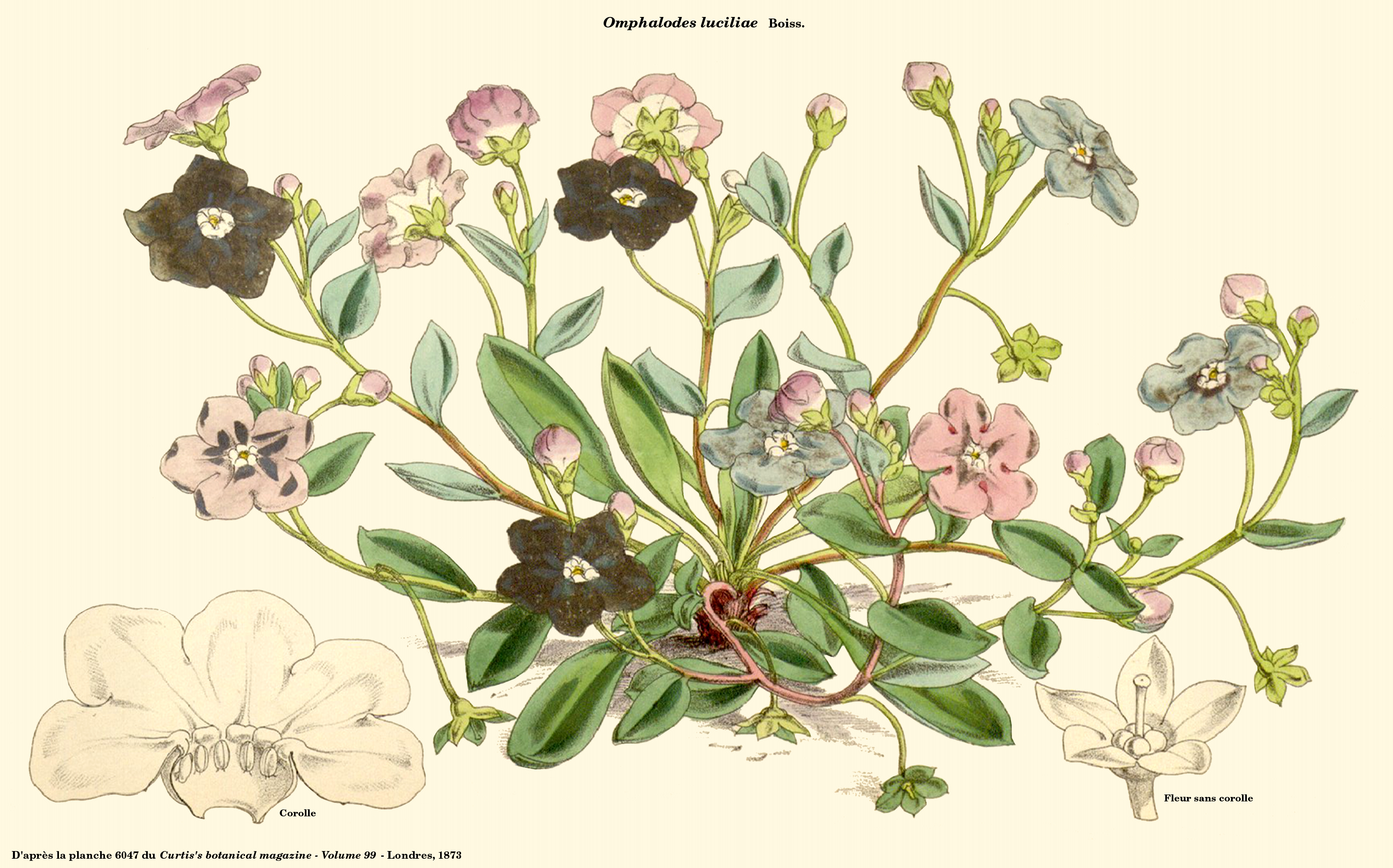